# Mina de Naica

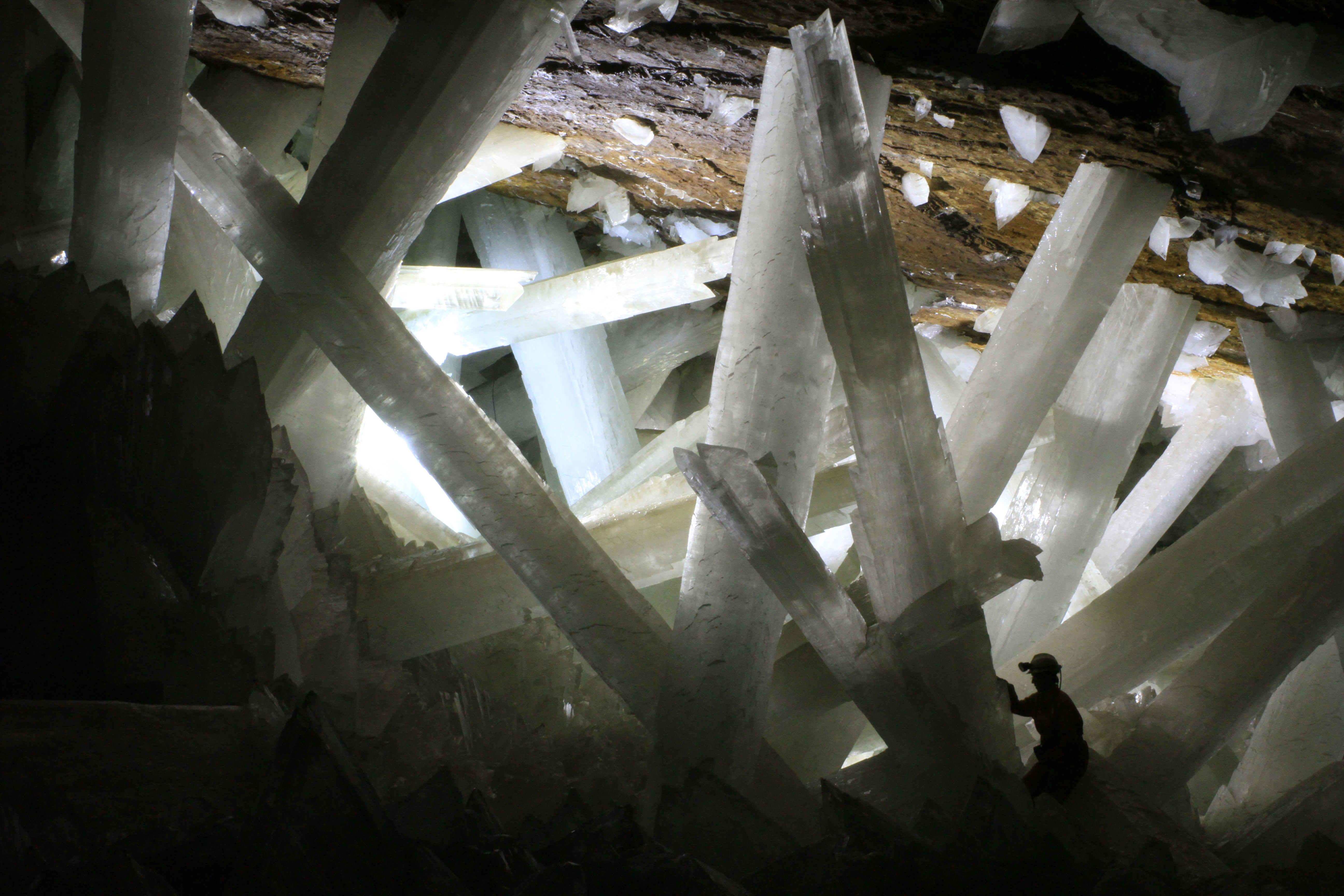
Foto de caverna com cristais de selenita. Para uma ideia do tamanho, repare na pessoa no canto inferior direito.

A Mina de Naica, no estado mexicano de Chihuahua, é uma mina em laboração conhecida pelos seus extraordinários cristais de selenita.
Situa-se na localidade de Naica no município de Saucillo e as principais matérias ali extraídas são o chumbo, zinco e prata. Ao longo da sua exploração têm sido encontradas numerosas cavernas, contendo cristais de selenite com tamanhos que vão até os 11 metros de comprimento e os 4 metros de diâmetro, a mais famosa das quais é a Caverna dos Cristais.